# 蘇拉科 (約羅省)
蘇拉科（西班牙語：Sulaco），是洪都拉斯的城鎮，位於該國北部，由約羅省負責管轄，始建於1791年，面積236.65平方公里，海拔高度457米，2001年人口13,292，人口密度每平方公里56.17人。
14°55′N 87°16′W / 14.917°N 87.267°W